# Konstancja Morawska
Konstancja Dzierżykraj-Morawska herbu własnego (ur. 1842 w Plancie, zm. 5 sierpnia 1919 w Krakowie) – polska publicystka i felietonistka.

## Życiorys
Pochodziła z rodziny ziemiańskiej, a nauki pobierała wyłącznie w domu, nie uczęszczając do żadnych szkół. Jej mentorami byli Stanisław Egbert Koźmian i ks. Jan Koźmian. Z zachęty Stanisława podjęła publikowanie felietonów w Kurierze Poznańskim od 1877. Współpraca z tym tytułem przybrała formę stałą w rubryce pod tytułem I z bliska, i z daleka. Publikowano ją od 21 października 1878 do 11 września 1880 - łącznie sto felietonów (trzy z nich napisał w rzeczywistości Koźmian). Współpracowała też przez około 25 lat z krakowskim Przeglądem Polskim. Była autorką nekrologu-szkicu biograficznego Jana Koźmiana (Ksiądz Jan Koźmian, 1877).